# Блистівська сільська рада (Менський район)
Блистівська́ сільська́ ра́да — адміністративно-територіальна одиниця та орган місцевого самоврядування в Менському районі Чернігівської області. Адміністративний центр — село Блистова.

## Загальні відомості
Блистівська сільська рада утворена у 1917 році.
- Територія ради: 78,34 км²
- Населення ради: 1 155 осіб (станом на 2001 рік)

У 2016 році увійшла до Менської міської територіальної громади. Із 2020 року в Корюківському районі внаслідок адмінреформи 2020 року.
До 2018 року очолював Боюн Роман Анатолійович.
У 2021 році сільраду очолював Юрій Шеша.

## Населені пункти
Сільській раді були підпорядковані населені пункти:
- с. Блистова
- с. Дерепівка

## Склад ради
Рада складалася з 14 депутатів та голови.
- Голова ради: Мишкін Юрій Миколайович
- Секретар ради: Сук Ольга Андріївна

### Керівний склад попередніх скликань
| Прізвище, ім'я, по батькові | Основні відомості                                                        | Дата обрання | Дата звільнення |
| --------------------------- | ------------------------------------------------------------------------ | ------------ | --------------- |
| Мишкін Юрій Миколайович     | Сільський голова, 1964 року народження, член Української Народної Партії | 26.03.2006   | 31.10.2010      |
| Мишкін Юрій Миколайович     | Сільський голова, 1963 року народження, освіта вища, безпартійний        | 31.10.2010   |                 |

Примітка: таблиця складена за даними сайту Верховної Ради України

### Депутати
За результатами місцевих виборів 2010 року депутатами ради стали:

#### За суб'єктами висування
| Суб'єкт висування           | Кількість обраних депутатів | %    |
| --------------------------- | --------------------------- | ---- |
| Українська Народна Партія   | 7                           | 50   |
| Партія регіонів             | 3                           | 21,4 |
| Самовисування               | 3                           | 21,4 |
| Комуністична партія України | 1                           | 7,1  |

#### За округами
| № округу                    | Прізвище, ім'я, по батькові      | Дата визнання обраним | Освіта             | Партійна приналежність                        | Відомості про обраного депутата                                                                     |
| --------------------------- | -------------------------------- | --------------------- | ------------------ | --------------------------------------------- | --------------------------------------------------------------------------------------------------- |
| Комуністична партія України |                                  |                       |                    |                                               | |
| 8                           | Сук Ольга Андріївна              | 03.11.2010            | вища               | позапартійна                                  | фізична особа-підприємець Немчик О. П., продавець                                                   |
| Партія регіонів             |                                  |                       |                    |                                               | |
| 6                           | Осипець Василь Іванович          | 03.11.2010            | середня спеціальна | позапартійний                                 | пенсіонер                                                                                           |
| 11                          | Дзюба Антоніна Петрівна          | 03.11.2010            | середня спеціальна | позапартійна                                  | Блистівський фельдшерсько-акушерський пункт, акушерка                                               |
| 13                          | Гавриленко Олексій Володимирович | 03.11.2010            | середня            | позапартійний                                 | Блистівський храм, настоятель                                                                       |
| Українська Народна Партія   |                                  |                       |                    |                                               | |
| 2                           | Габінет Тетяна Григорівна        | 03.11.2010            | середня            | позапартійна                                  | пенсіонер                                                                                           |
| 3                           | Корінь Анатолій Олександрович    | 03.11.2010            | середня            | позапартійний                                 | Блистівське відділення зв'язку, листоноша                                                           |
| 4                           | Мишкіна Надія Миколаївна         | 03.11.2010            | вища               | член Української Народної Партії              | Блистівський сільський клуб, завідувачка                                                            |
| 9                           | Пятикоп Катерина Григорівна      | 03.11.2010            | вища               | позапартійна                                  | Блистівська сільська рада, секретар                                                                 |
| 10                          | Коваленко Наталія Петрівна       | 03.11.2010            | середня спеціальна | позапартійна                                  | НАСК «Оранта», страх.агент                                                                          |
| 12                          | Гренько Ірина Олександрівна      | 03.11.2010            | середня            | член Української Народної Партії              | Блистівська сільська рада, касир                                                                    |
| 14                          | Пятикоп Віталій Михайлович       | 03.11.2010            | вища               | позапартійний                                 | фізична особа-підприємець                                                                           |
| Самовисування               |                                  |                       |                    |                                               | |
| 1                           | Боюн Роман Анатолійович          | 07.04.2013            | вища               | позапартійний                                 | Чернігівська дирекція УДППЗ «Укрпошта» Блистівське відділення зв'язку, начальник відділення зв'язку |
| 5                           | Осипець Григорій Іванович        | 03.11.2010            | середня            | позапартійний                                 | пенсіонер                                                                                           |
| 7                           | Боюн Наталія Миколаївна          | 03.11.2010            | середня спеціальна | член Всеукраїнського об'єднання «Батьківщина» | Блистівське відділення зв'язку, начальник відділення                                                |